# Shōji Kojima
Shōji Kojima (小島章司, nacido en Tokushima, 1939) es un bailador japonés de flamenco.
Es licenciado en Arte de Musashino Academia Musicae (Sección de Técnica Vocal) donde estudia la música vocal, el piano, el ballet clásico, el baile moderno y conoce el mundo del flamenco. En 1966 se traslada a España vía Ferrocarril Transiberiano resuelto a no regresar a Japón hasta que se haga bailaor hecho y derecho. Instalado en Madrid comienza a aprender el baile en "Amor de Dios". En 1968 es reconocido por el cantaor Rafael Farina y debuta como primer bailaor de un espectáculo de largo plazo de la compañía del cantaor. En 1973 es invitado a bailar en el Alcázar de Sevilla en el banquete de bienvenida para los Príncipes de Japón. En 1976 regresa a Japón y, fundado su propio estudio en 1980, viene presentando casi anualmente un espectáculo nuevo.
Desde 1993 cuenta con Chicuelo como director musical de sus espectáculos. En 2007 y 2009 invita a Javier Latorre como director-coreógrafo para Poetas en Guerra y La Celestina respectivamente.　El 27 de febrero de 2011 su compañía, Ballet Shoji Kojima Flamenco, es invitada a actuar en el XV Festival de Jerez con La Celestina en el Teatro Villamarta de Jerez de la Frontera.

## Premios
- 1985 Festival de Arte de Bunkacho (Ministerio de Cultura)	por Shin'i-no-homura (Ardor de ira)
- 1985 18.ª edición Sociedad Japonesa de Críticos de Baile	por Shin'i-no-homura (Ardor de ira)
- 1990 Suzuko Kawakami Baile Español por Gitanos: Amor y Ley
- 1998 30.ª edición Sociedad Japonesa de Críticos de Baile por Homenaje a García Lorca
- 1998 Arte de Baile por Homenaje a García Lorca
- 1999 50.ª edición Ministro de Educación Fomento (Sección Baile) por Luna: En busca del alma flamenca
- 1999 Premio Cultural de la Provincia de Tokushima, Japón
- 2000 Es condecorado con la Cruz de Oficial de la Reina Isabel
- 2001 33.ª edición Sociedad Japonesa de Críticos de Baile por Fantasía Atlántida
- 2003 Es condecorado con Medalla Púrpura de la Casa Imperial de Japón
- 2007 39.ª edición Sociedad Japonesa de Críticos de Baile por la "trilogía amor y paz": Cant dels Ocells: A Pau Casals (2005), FEDERICO (2006) y Poetas en Guerra: Del Amor y la Muerte (2007)
- 2009 Recibe Encomienda de la Orden del Mérito Civil (España)
- 2009 Persona de Mérito Cultural (Japón)
- 2009 Premio Honorífico del Pueblo de Mugi (Japón)

## Enlaces
- Ballet Shoji Kojima Flamenco
- Entrevista a Shoji Kojima, bailaor
- Shoji Kojima: biografía
- Festival de Jerez
- Mejores bailaores de la Historia

- Datos: Q7506139